# کاما (هندوئیسم)
کاما (انگلیسی: Kama) در ادبیات هندو، متون بودایی، جین (دین)، و آیین سیک به معنای «آرزو» است. کاما اغلب به معنای لذت نفسانی، میل جنسی و اشتیاق در ادبیات مذهبی و سکولار هندو و بودایی، و همچنین  ادبیات معاصر هند است اما این مفهوم به‌طور گسترده‌تر به هر میل، آرزو، اشتیاق، اشتیاق، لذت حواس، لذت زیبایی شناختی از زندگی یا عشق و لذت اشاره دارد. عشق با یا بدون لذت از میل جنسی، نفسانی و وابسته به عشق شهوانی است و ممکن است بدون معانی جنسی باشد.